# 松本望 (音楽家)
松本 望（まつもと のぞみ）は、日本の作曲家、ピアニスト。

## 人物
北海道出身。国立音楽大学ピアノ科、洗足学園音楽大学作曲科の非常勤講師。

## 経歴
北海道札幌北高等学校、東京芸術大学音楽学部作曲科卒業、同大学院修士課程作曲専攻を修了。2006年にフランスに渡り、パリ国立高等音楽院ピアノ伴奏科を審査員の満場一致により首席卒業。この間、作曲を土田英介、尾高惇忠に、ピアノを三角祥子、北島公彦、浜口奈々、エリック・ベルショに、伴奏法をジャン・ケルネルに師事。
2003年、東京文化会館主催合唱作品作曲コンクールで『混声合唱組曲「あなたへ」』が最優秀賞を受賞し、同作品が出版される。これ以降も自作の合唱組曲や編曲作品が出版され、全国の合唱団に歌われている。2011年には第64回全日本合唱コンクールの混声課題曲に『混声合唱組曲「あなたへ」』に収録されている「やわらかいいのち」（作詩：谷川俊太郎）が、2014年には第67回全日本合唱コンクールの女声課題曲に「ゆうやけ」（作詩：みなづきみのり）が、2018年には第71回全日本合唱コンクールの女声課題曲に『無伴奏女声合唱のための「3つのessais」』に収録されている「雪」（作詩：堀口大學）が選ばれている。また、2015年にはNHK全国学校音楽コンクールの高等学校の部の課題曲『メイプルシロップ』（作詩：穂村弘）の作曲を担当した。
大学在学中より作曲活動と並行して室内楽を中心とした演奏活動や、アンサンブル・ピアニストとしての合唱団との共演も行っている。また、自身の合唱の伴奏者としての経験をまとめた「合唱エクササイズ ピアニスト編」も出版している。

## 受賞
- 第46回全日本学生音楽コンクールピアノ部門小学校の部全国大会：第1位（1992年）
- 第24回PTNAピアノコンペティションソロG級全国大会：銀賞（2000年）
- 東京文化会館主催合唱作品作曲コンクール：最優秀賞（2003年）
- 第4回リヨン国際室内楽コンクール：第1位、聴衆賞、批評家賞（2007年、ヴァイオリンとピアノのデュオによる）
- 第55回マリア・カナルス国際音楽コンクール ピアノトリオ部門：第1位、特別賞（2009年）

## 主な作品

### 混声合唱
- 混声合唱組曲「あなたへ」（作詩：谷川俊太郎、カワイ出版）ISBN 978-4-7609-1212-4
- 混声合唱組曲「むすばれるものたち」（作詩：谷川俊太郎、カワイ出版）ISBN 978-4-7609-1238-4
- 混声合唱とピアノのための組曲「天使のいる構図」（作詩：谷川俊太郎、カワイ出版）ISBN 978-4-7609-1296-4
- 混声合唱とピアノのための組曲「歌が生まれるとき」（作詩：みなづきみのり、カワイ出版）ISBN 978-4-7609-1316-9
- 混声合唱とピアノ、シンバルのための組曲「やがて音楽が」（作詩：塔和子・新川和江・みなづきみのり、カワイ出版）ISBN 978-4-7609-1342-8
- 「二つの祈りの音楽」 混声合唱とピアノ連弾のための（作詩：宗左近、カワイ出版）ISBN 978-4-7609-1395-4

### 女声合唱
- 女声合唱とピアノのための組曲 「光の方へ」（作詩：新川和江、カワイ出版）ISBN 978-4-7609-1694-8
- 無伴奏女声合唱のための「3つのessais（エッセ）」（作詩：堀口大學、音楽之友社）ISBN 978-4-2765-5562-4

### 男声合唱
- 男声合唱とピアノのための「天使のいる構図」（作詩：谷川俊太郎、カワイ出版）ISBN 978-4-7609-1852-2
- 男声合唱とピアノのための組曲「瞬間（とき）の輝き」（作詩：高見順、カワイ出版）ISBN 978-4-7609-1946-8
- 男声合唱とピアノのための組曲「回風歌」（作詩：木島始、カワイ出版）ISBN 978-4-7609-1948-2
- 「二つの祈りの音楽」男声合唱とピアノ連弾のための（作詩：宗左近、カワイ出版）ISBN 978-4-7609-1950-5

## 著作
- 合唱エクササイズ ピアニスト編（カワイ出版、既刊2巻）